# 盧國華
盧國華，前香港足球運動員，退役後成為足球教練。1970年代香港足球代表隊守門員。現任香港學界足球勁旅英華書院足球隊教練。

## 生平
1967年出道，球員時代曾效力於電話、東方、東昇、愉園、宏騰駒騰、先特霸等球會。
1979-80年度球季，駒騰捲入護級漩渦，最後一場生死戰對港會，只要賽和便可護級成功，可惜門將盧國華一次魯莽犯規被罰12碼，駒騰遂以一球飲恨，名列尾二不幸降班，成為降班罪人。
盧國華於1984年退役，1985年起擔任守門員教練，曾教導葉鴻輝、謝德謙、張春暉、梁興傑、高志超、王子聰等門將。 香港女子隊及傑志女子隊首席守門員梁蔚雅亦成為盧國華首位女徒。
2016年，盧國華由於偽造三張共九萬元的體育用品公司單據，協助葵青足球會總幹事向葵青區議會違規申領獎勵球員的支出，被控三項偽造罪，他承認控罪，在荃灣法院被判監四個月，緩刑兩年。